# Abborrasjön (Tiveds socken, Västergötland)
Abborrasjön är en sjö i Laxå kommun i Västergötland och ingår i Motala ströms huvudavrinningsområde. Abborrasjön ligger i Tivedens nationalpark (västra) Natura 2000-område.